# Ian Nelson
Ian Michael Nelson (Carolina do Norte, 10 de abril de 1995) é um ator, cantor e dançarino americano. Ele é mais conhecido por atuar no filme de ação "The Hunger Games" (2012) e por sua participação especial na série de televisão "Teen Wolf" (2013 e 2014) da MTV.

## Biografia
Ian Michael Nelson é o caçula de 4 filhos de Mark Nelson e Janie Nelson. Ele tem três irmãos.
De 2011 a 2012, frequentou a "Forsyth Country Day School", localizada em Lewisville, Carolina do Norte, onde concluiu o ensino médio.
Ele estudou roteiro na Universidade do Sul da Califórnia. O Ian Nelson confirmou que é judeu.

## Carreira de ator
Além de ator, ele também é preparado como cantor e dançarino e se destacou apresentando-se no "Macy's Day Parade", em Nova Iorque nos shows de 2009, 2010 e 2011.
Ganhou seu primeiro papel no cinema ainda em 2012, no sucesso mundial "The Hunger Games", que é a adaptação cinematográfica do best seller de mesmo nome.
De 2013 até 2014, interpretou a versão adolescente do lobisomem Derek Hale (interpretado no original por Tyler Hoechlin) na série de televisão "Teen Wolf", exibida pela MTV dos Estados Unidos. Em 2013, Ian aparece em cenas de flashback de "Teen Wolf (3.ª temporada)" no episódio intitulado de "Visionary" (temporada 3 no episódio 8), quando é revelada a história de amor do adolescente lobisomem Derek por Paige Krasikeva (interpretada por Madison McLaughlin).
Durante 2013 e 2014, ele apareceu também nos filmes "Madeas", "Alone Yet Not Alone", "The Judge" e também em "The Best of Me". Fechou 2014 fazendo uma participação como ator convidado no sétimo episódio da décima temporada da série de televisão de crimes "Criminal Minds", da rede CBS.
Em 2015 apareceu em um episódio da série de comédia "Comedy Bang! Bang!" e também atuou como o filho de Jennifer Lopez no filme "The Boy Next Door".
Em 2017, participa de todos os 7 episódios da 1ª temporada da série de comédia "There's... Johnny!", exibida pela plataforma Hulu. Também em 2017, ele esteve no elenco principal ao interpretar o galã do colegial e principal membro da equipe de futebol americano da escola chamado Mark "Flip" Kelly, no filme de drama e comédia intitulado de "Freak Show", dirigido por Trudy Styler, onde atua ao lado dos atores Alex Lawther, AnnaSophia Robb e Abigail Breslin.
Em 2018, gravou o filme de comédia e drama "Camp", dirigido por Josh Yunis, ao lado de Joey King e Annalise Basso. No mesmo ano também gravou o filme "Paper Spiders", dirigido por Inon Shampanier, e que conta no elenco com Lili Taylor, Peyton List e Jennifer Cody.

## Filmografia

### Televisão
| Ano       | Título                                    | Papel                    | Notas                                                       |
| --------- | ----------------------------------------- | ------------------------ | ----------------------------------------------------------- |
| 2017      | Lei & Ordem: Unidade de Vítimas Especiais | Eric Hendricks           | Temporada 18; episódio 9: "Decline and Fall"                |
| 2017      | There's... Johnny!                        | Andy / Andy Klavin       | Elenco principal; 1 temporada nos 7 episodios               |
| 2016      | The Deleted                               | Parker                   | Temporada 1; em 7 episodios                                 |
| 2016      | Legends: Identidade Perdida               | Ballard (novo)           | Temporada 2; episódio 3: "The Legend of Curtis Ballard"     |
| 2015      | Comedy Bang! Bang!                        | Craig Wilson             | Temporada 4; episódio 5                                     |
| 2014      | Criminal Minds                            | William Pratt            | Temporada 10; episódio 7: "Hashtag"                         |
| 2014      | Teen Wolf 4.ª temporada                   | Derek Hale (adolescente) | Episódio 1: "The Dark Moon" Episódio 2: "117"               |
| 2013      | Teen Wolf 3ª temporada                    | Derek Hale (adolescente) | Temporada 3; episódio 8: "Visionary"                        |
| 2009-2011 | Macy's Day Parade                         | Cantor e dançarino       | Parada anual apresentada pela Macy's e transmitida pela NBC |

### Cinema
| Ano  | Título                                         | Papel                        | Notas                                          |
| ---- | ---------------------------------------------- | ---------------------------- | ---------------------------------------------- |
| ?    | Paper Spiders                                  | Daniel                       | Pós-produção                                   |
| ?    | Camp                                           | Ez                           | Gravado                                        |
| 2019 | Summer Night                                   | Seth                         |                                                |
| 2017 | Freak Show                                     | Mark "Flip" Kelly            | Elenco principal                               |
| 2015 | The Boy Next Door                              | Kevin Peterson               | Elenco principal                               |
| 2014 | The Best of Me                                 | Jared                        |                                                |
| 2014 | The Judge                                      | Eric Palmer                  |                                                |
| 2013 | Alone Yet Not Alone                            | Owen (novo)                  | Creditado como "Ian Michael Nelson"            |
| 2013 | Medeas                                         | Micah                        |                                                |
| 2012 | The World Is Watching: Making the Hunger Games | Ele mesmo                    | Documentário                                   |
| 2012 | The Hunger Games                               | Garoto tributo do Distrito 3 | Baseado no best seller livro: The Hunger Games |

### Teatro
| Título                                       | Papel           | Notas                            |
| -------------------------------------------- | --------------- | -------------------------------- |
| Amahl and the Night Visitors                 | Amahl           | Piedmont Opera                   |
| 13                                           | Archie          | Stagedoor Manor                  |
| West Side Story                              | Baby John       | Stagedoor Manor                  |
| Oliver                                       | Artful Dodger   | French Woods Festival            |
| Hello, Dolly!                                | Featured Dancer | Stagedoor Manor                  |
| The Secret Garden                            | Colin Craven    | Parkland Magnet Arts High School |
| You're a Good Man Charlie Brown              | Linus           | Forsyth Country Day School       |
| Joseph and the Amazing Technicolor Dreamcoat | Joseph          | Forsyth Country Day School       |